# 格蘭蒙特站
格蘭蒙特站（英語：Glenmont Station）位於馬里蘭州蒙哥馬利縣喬治亞大道及馬里蘭州公路182交叉口，是華盛頓地鐵紅線的車站及東北端終點站，服務範圍包括格蘭蒙特及阿斯潘丘（Aspen Hill）兩個郊區，擁有兩個出口，分別位於喬治亞大道的兩側。與其他地鐵站不同的地方是，本站擁有兩座抵達街道層的電梯，而抵達月台的電梯只有一座。
本站是紅線上唯一一座採用保險箱內壁拱狀結構的車站，同樣形式的設計在其他綠線車站內也看得到。而本站也曾是華盛頓地鐵唯一採用鈉燈照明的車站，使得車站內部呈現暖橙色的色調，直到2006年這些鈉燈被水銀燈取代為止。格蘭蒙特維修機廠便位在本站後方，可容納132輛列車。

## 车站结构
| G        | 街道層             | 出入口                               |
| M        | 夾層               | 單向閘機、售票機、車站詢問處         |
| P 月台層 | 西行               | 往格羅夫納/涼蔭叢（惠頓） · 只限下車 |
| P 月台層 | 島式月台，左側開門 |                                      |
| P 月台層 | 西行               | 往格羅夫納/涼蔭叢（惠頓） · 只限下車 |

## 車站週邊
- 約翰·菲茨傑拉德·甘迺迪中學（John F. Kennedy High School）
- 巴學校（The Barrie School，大學之前各年級均有）
- 惠頓中學（Wheaton High School）
- 惠頓區域公園（Wheaton Regional Park）

## 外部連結
- WMATA: Glenmont Station
- StationMasters Online: Glenmont Station （页面存档备份，存于）
- The Schumin Web Transit Center: Glenmont Station